# Americano Futebol Clube
L'Americano Futebol Clube, o Americano de Campos, és un club de futbol brasiler de la ciutat de Campos dos Goytacazes.

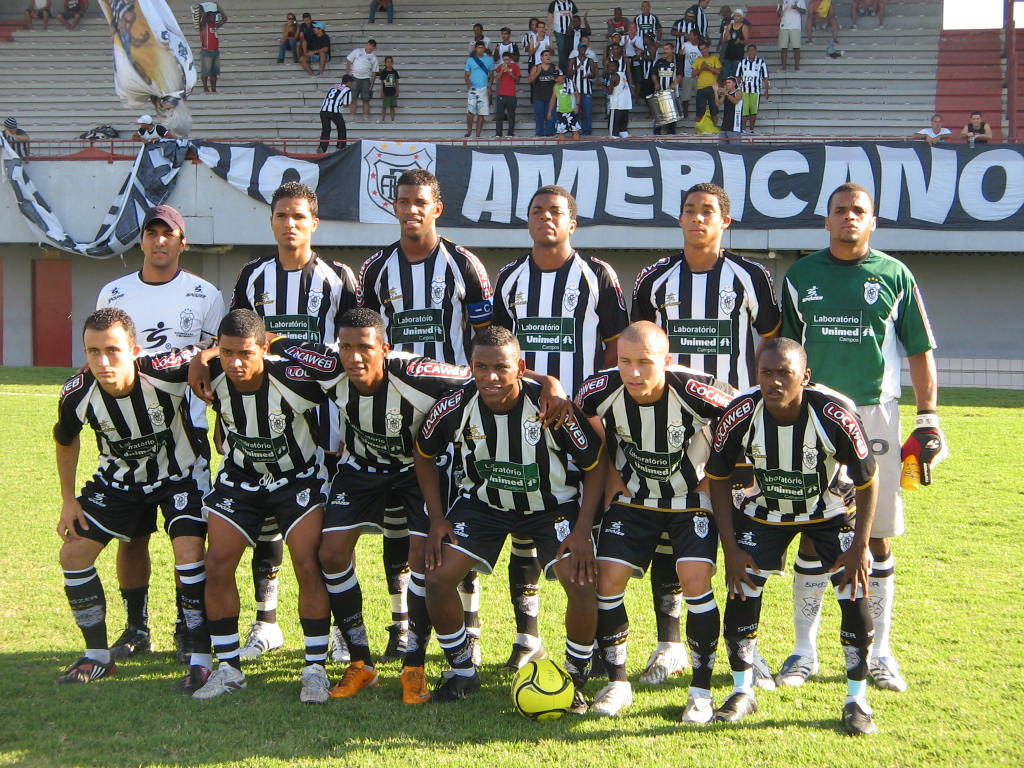
Equip el 2008.

Va ser fundat el dia 1 de juny de 1914. El seu principal rival és el Goytacaz Futebol Clube.

## Palmarès
- Campeonato Fluminense de Futebol:
  - 1964, 1965, 1968, 1969, 1975
- Copa Rio:
  - 2018
- Taça Guanabara:
  - 2002
- Taça Rio:
  - 2002
- Campeonato da Cidade de Campos:
  - 1915, 1919, 1921, 1922, 1923, 1925, 1930, 1934, 1935, 1939, 1944, 1946, 1947, 1950, 1954, 1964, 1965, 1967, 1968, 1969, 1970, 1971, 1972, 1973, 1974, 1975, 1977